# Firebreather
Cet article concerne une bande dessinée américaine. Pour le téléfilm d'animation qui en a été tiré, voir Firebreather (film).
Firebreather est une série de comics créée en 2003 par Phil Hester et Andy Khun, et éditée par Image Comics. Elle raconte l’histoire d’un adolescent, Duncan, qui n’est pas comme les autres : il est moitié-humain, moitié dragon (ou Kaiju). À ce jour, 12 tomes ont été publiés, ainsi qu’un one-shot et un hors-série. Firebreather a également été adapté en film d’animation. Ce film, nommé aussi Firebreather, a été réalisé par Peter Chung d’après un scenario de James Krieg. Il a été diffusé pour la première fois le 24 novembre 2010 aux États-Unis (le 18 décembre 2011 en France) sur la chaîne Cartoon Network.
Firebreather compile à ce jour trois volumes de quatre numéros : Growings Pains, All The Best Heroes Are Orphans, et Holmgang. Il existe également un one-shot, Iron Saint, sorti en 2005, et un hors-série, Firebreather vs. Dragon Prince, sorti en 2011, qui est un cross-over de ces deux comics. Les quatre premiers épisodes de Firebreather ont été publiés dans le bimestriel Image Comics, édité par Semic en juillet, septembre et novembre 2003. Firebreather fait la couverture du troisième et dernier numéro.

## Résumé

### Growing Pains
Saint-Louis, il y a quinze ans. Belloc attaque les humains. Il réussit à s’emparer de Margaret, l’une d’entre eux. Plus tard, Margaret a eu un fils, Duncan. Il n’est pas comme les autres enfants. Progress, dans l’Utah, de nos jours. Duncan est maintenant un adolescent et va au lycée. Il se fait des amis, Jenna et Kenny; ainsi que des ennemis, le proviseur qui l’a à l’œil ou encore Troy et ses amis. Le Colonel Barnes, mandaté par les Nations unies, se prépare à partir pour l’Utah avec ses hommes…
Duncan est en cours de sport. Pendant la partie de dodgeball, il blesse Troy, et sera convoqué chez le proviseur. Puis, Barnes vient chercher Duncan pour le ramener chez son père où il passe le week-end. Alors qu’ils s’y rendent, ils se font attaquer par des robots. Ils s’éjectent alors de l’appareil, qui s’écrase. Belloc récupère son fils, et lui fait passer un premier test. Ce sera le début d’une série de tests…
Belloc veut tester la force de son fils et le pousser à se battre pour qu’il puisse se défendre en cas d’attaque. Duncan va alors se battre contre un monstre, avant de lui épargner la vie et de le laisser fuir. Le lendemain, au lycée, Troy prépare sa vengeance pendant que Duncan, devenu membre du conseil des élèves, reçoit Kenny. Mais sa vengeance va provoquer la colère de Duncan, qui finira par cracher du feu sans le vouloir. Il prend alors la fuite. En revenant chez lui, il voit que quelque chose de grave est arrivé…
Sa maison est éventrée et sa mère a disparu. Barnes le contacte et lui dit de porter un bracelet, pour qu’il puisse le repérer. En effet, Duncan sent la bête et veut partir à sa poursuite, mais il faut pouvoir le protéger. Il retrouve le monstre, qui se trouve être celui qu’il a laissé fuir. Il s’attaque à lui, le bat, mais son père finit par tuer la bête. Duncan comprend alors que c’était encore un test de son père, et lui jure de le tuer s’il remet sa mère en danger. Belloc reconnait bien là son fils.

### All The Best Heroes Are Orphans
L’entraînement intensif de Duncan continue. Belloc lui envoie des robots à combattre en guise de cadeau d’anniversaire, mais il va causer sans le vouloir des dommages sur un snack. Barnes le ramène chez son père. Belloc explique à son fils le pourquoi de ces entraînements : il veut qu’il lui succède sur le trône des Kaiju. Il veut donc le pousser à se battre jusqu’à ce qu’il puisse être capable de tuer. Mais il a sous-estimé sa force, et Duncan le lui montre en s’attaquant à lui. Duncan décide finalement de rentrer chez sa mère en volant, mais il arrive complètement épuisé…
Duncan retourne au lycée et essaye de reprendre le cours de sa vie tant bien que mal. Il fait la connaissance d’Isabel pendant un cours de secourisme, dans lequel Troy est également présent. Après avoir malencontreusement abîmé le mannequin, il est envoyé chez le proviseur. Le proviseur lui parle ensuite d’un autre incident sur le terrain de football et le soupçonne. Quelqu’un a écrit, avec un bus scolaire, « HOLMGANG ». Pendant ce temps, son père se bat avec des robots…
Une autre journée commence. Duncan participe à un cours de conduite dispensé par le lycée. Après un léger incident, il ramène la voiture au garage. Il revoit alors écrit sur un mur « HOLMGANG » (combat  d’honneur). À la fin des cours, il croit apercevoir son père, mais ce n’est qu’une projection astrale. Belloc  invite Duncan à le suivre tout en l’informant qu’il s’apprête à faire la chose la plus dure de sa vie. Duncan se retrouve alors face à son destin. Arrivé où son père l’a mené, il se bat contre un premier robot, avant de découvrir son père gisant dans son sang…
Belloc est encore vivant, mais est là depuis quelque temps. Il donne une mission à Duncan : détruire le deuxième robot avec le javelot qui l’a transpercé. Duncan refuse dans un premier temps, connaissant les conséquences de ce geste, avant de le faire à contre cœur. C’est son père ou l’humanité. Pendant ce temps, sa mère s’inquiète de sa disparition et Barnes lance un protocole de recherche. Duncan se bat contre le robot et réussit à le détruire, mais il est trop tard, son père est décédé. Il réalise alors la dernière volonté de son père : brûler son corps pour que personne, excepté lui, ne sache qu’il est mort.

### Holmgang
Duncan est perdu et essaye de rentrer chez lui. Il a disparu depuis deux semaines. Il demande de l’aide, en vain. Il prend alors son envol, et se fait repérer par des petits monstres. Sentant qu’il est faible, ils s’attaquent à lui. Il sera sauvé in-extremis par Barnes. Puis il rentre chez lui et essaye de retrouver une vie normale, tout en étant puni : Isabel l’invite à faire du théâtre avec Kenny, Kenny l’invite chez lui mais pour de mauvaises intentions, et il a des problèmes de cœur avec Jenna. Après leur dispute, il prend son envol et va vers le repaire de son père…
Le repaire de son père est protégé, mais il peut y accéder. Sa mère parle sur le répondeur et sermonne Belloc. Ce que Duncan ne sait pas, c’est que l’endroit où son père est mort a été repéré. De retour au lycée, il va à la rencontre d’Isabel pour l’inviter au bal. Elle accepte. Alors qu’il arrive chez lui, il surprend sa mère avec un homme, M.Go. Cet homme s’occupe des affaires de son père. Il en déduit que sa mère est au courant pour son père, se met en colère et s’enfuit dans sa chambre. Il n’en ressort que pour aller au bal, avec Isabel et Kenny. Pendant le bal, alors qu’il danse avec Isabel, il voit apparaître sur le mur « HOLMGANG ». Il crie alors à tout le monde de s’enfuir et commence à se battre avec un monstre qui n’est autre que son frère…
Le bal a été gâché par la faute de Ragnar, le demi-frère de Duncan. Mais ce n’est pas la seule chose que Ragnar veut détruire. La bataille pour la place sur le trône de Belloc va passer à la vitesse supérieure quand la famille lointaine de Duncan arrive dans l’Utah pour éliminer la seule chose entre eux et le titre du « Roi des Kaiju » : Duncan Rosenblatt lui-même… 
[…] Duncan fait face à la Mort aux mains de son demi-frère dans les rues de Progress. Pendant ce temps, les plans de M. Go pour Duncan se précisent, plans qui mettent sa mère dans la ligne de mire. Aussi, le Colonel Barnes se serait-il finalement retourné contre Duncan ?

## Personnages
Duncan : mi-humain, mi-dragon, Duncan a un tempérament de feu qui l’a amené à se bagarrer plus d’une fois et a fait de lui le perpétuel nouvel élève de l’école. Outre les angoisses typiques de l’adolescence, il est face à un dilemme inhabituel : honorer les souhaits de sa mère et mener une vie normale d’adolescent, ou suivre son père et devenir le prochain Roi des Kaiju.
Margaret : Elle pourrait ressembler à n’importe quelle mère, mais c’est la femme qui tomba amoureuse du Roi des Kaiju et qui sauva la race humaine de sa ligue de monstres.
Belloc : Belloc est le Roi des dragons. Il est aussi le plus grand et le plus puissant des dragons. C’est également le père de Duncan, et il veut faire de lui son successeur pour mener la prochaine guerre contre les humains.
Agent « Blitz » Barnes : c’est un agent du MEGTAF qui a pour couverture le rôle de professeur de sport du lycée. Il veille à ce que Duncan reste le plus discret possible.
Jenna : Jenna est la jolie fille populaire qui aime son café au lait à 115 degrés F°(46 degrés C°). Quand elle n’est pas en train de fuir son ex-petit ami, Troy, elle est en train d’organiser l’événement le plus important de l’année… la fête de Bienvenue.
Isabel : Vive d’esprit et courageuse, Isabel est la fan des Kaiju par excellence. Elle passe la plupart de son temps à traquer les rapports du MEGTAF et à aiguiser sa connaissance des dragons, avec Kenny trainant à ses côtés. Évidemment, elle deviendra amie avec Duncan, mais son intérêt pour lui n’est pas purement académique.
Kenny : Vivant presque comme un orphelin dans le parc de caravanes, Kenny est régulièrement harcelé par Troy et les autres sportifs. Quand il n’étudie pas les traditions dragons ou la coupe de sa frange, il a un œil sur Isabel, et l’autre qui suit avec jalousie son nouvel ami, Duncan.
Troy : Roi des sportifs et chef des brutes, Troy a pris pour cible Duncan prouvant au passage qu’il représentait presque autant que Belloc une menace. Il était en couple avec Jenna, mais n’a pas l’air de comprendre que leur relation c’est du passé.
Dr Patel : chercheuse au MEGTAF et experte en dragons, la brillante Dr Patel travaille avec Blitz et Margaret pour aider Duncan à contrôler ses pulsions dragons, comme le incendia respiro, le souffle de feu.
Astaroth et Abbadon : ces deux dragons sont au deuxième rang du pouvoir, derrière Belloc. Ils ne sont pas satisfaits que leur Roi ait choisi son fils mi-humain pour lui succéder sur le trône, et ils refusent de s’incliner face à Duncan sans un affrontement.

## Adaptation télévisuelle
Le comic connaît une adaptation à la télévision sous la forme d'un téléfilm d'animation, Firebreather, produit par Cartoon Network Studios et diffusé pour la première fois aux États-Unis en novembre 2010 sur Cartoon Networks.